# Kentarō Miura
Kentarō Miura (jap. 三浦 建太郎, Miura Kentarō; * 11. Juli 1966 in der Präfektur Chiba, Japan; † 6. Mai 2021) war ein japanischer Manga-Zeichner.
Bereits während der Grundschule zeichnete er erste Comic-Figuren in Schulhefte und schrieb seine erste Serie, die in 40 Folgen in einer Schülerzeitung erschien. 1982 veröffentlichte er seine ersten Dōjinshi in einem Fanzine und belegte Kunstkurse. Von 1985 an studierte er Kunst an der Nihon-Universität, im gleichen Jahr gewann der Manga Futatabi einen Preis beim 34. Wettbewerb für neue Autoren des Shōnen Magazine. 1989 schloss Miura sein Studium erfolgreich ab.
Ein Jahr später erschien Berserk zum ersten Mal, zunächst jedoch nur mit mäßigem Erfolg. Nach Veröffentlichung des Mangas Japan, der in Zusammenarbeit mit dem Autor Buronson entstand, widmete Kentaro Miura sich ausschließlich Berserk, dessen Veröffentlichung im Manga-Magazin Young Animal so erfolgreich war, dass bald erste Lizenzausgaben im Ausland erschienen.
Für Berserk erhielt Kentaro Miura 2002 den Osamu-Tezuka-Kulturpreis in der Kategorie Preis für exzellente Manga.
Er starb am 6. Mai 2021 im Alter von 54 Jahren an einer akuten Aortendissektion.

## Werke
- Miuranger (1976)
- Ken e no Michi (1977)
- Futatabi (1985)
- Noa (1985)
- Berserk Prototype (1988)
- The King of Wolves (1989)
- Berserk (1989)
- Oh-Roh Den (1990)
- Japan (1992)
- Gigantomakhia (2013)
- Duranki (2019–2020)